# Isla Campbell (Nueva Zelanda)
La isla Campbell, llamada en maorí Motu Ihupuku, es una remota isla del océano Pacífico, la principal del archipiélago de las islas Campbell, Nueva Zelanda. La isla Campbell abarca una superficie de 115 km² y está rodeada por numerosos accidentes geográficos, agujas, rocas, islotes y las islas Dent, Folly y Jacquemart, siendo esta última el lugar más meridional Nueva Zelanda. La isla Campbell es montañosa, llegando a más de 500 metros en el sur. Un largo fiordo, llamado puerto Perseverance, que casi biseca la isla, se abre al océano sobre la costa este.

## Historia

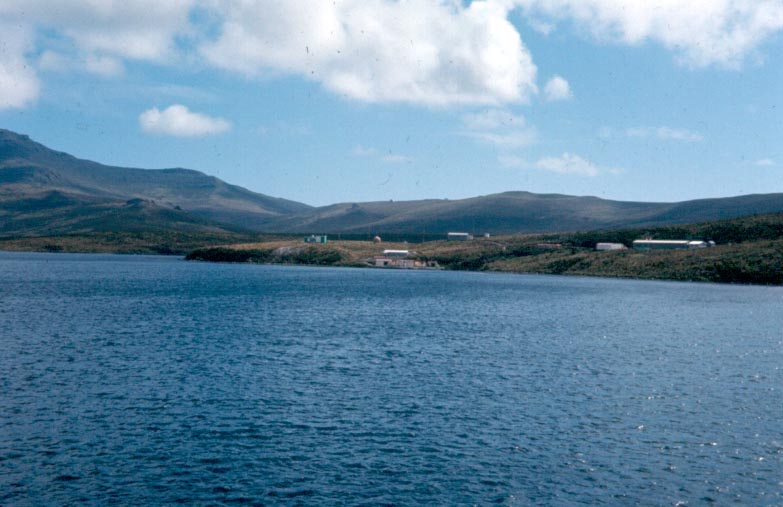
Vista de la estación meteorológica de la ensenada Beeman en la isla Campbell.

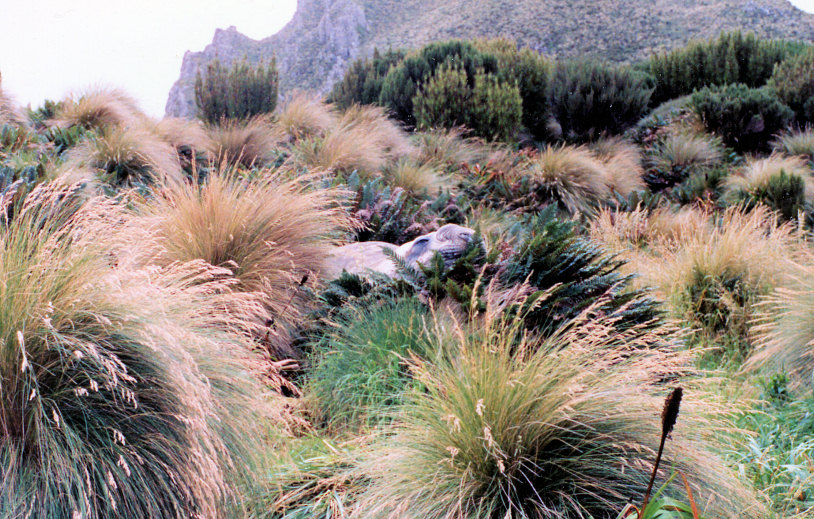
Cría de elefante marino (Mirounga leonina) descansando en las matas de megahierba

La isla Campbell fue descubierta en 1810 por el Capitán Federico Hasselburgh y su bergantín foquero Perseverance, que era propiedad de la empresa con base en Sídney llamada Campbell & Co., de ahí el nombre de la isla. Allí se produjo una gran caza de focas y leones marinos, quedando las poblaciones prácticamente erradicadas.
Durante la Segunda Guerra Mundial se instaló una base de guardacostas en la ensenada de Tucker, en la orilla norte del puerto Perseverance. Tras el final de la guerra, las instalaciones fueron usadas como una estación meteorológica hasta 1958, cuando una nueva estación fue construida en la ensenada Beeman, unos cientos de metros al este de la vieja estación. Esta base fue permanente hasta 1995, cuando se convirtió en automática. Hoy la presencia humana está limitada a las visitas periódicas de científicos de conservación e investigación.
En el año 2001, la rata china fue erradicada de la isla después de 200 años de su introducción, siendo la mayor operación de erradicación a nivel mundial. Se confirmó que la isla estaba libre de ratas en el año 2003. Desde la restauración de la isla, la vegetación (megahierba) y los invertebrados han estado recuperándose y las aves marinas han vuelto a la isla, entre ellas la cerceta de Campbell (Anas nesiotis), el ave más rara del mundo, se ha reintroducido. Otras aves naturales es la bisbita de Richard (Anthus novaeseelandiae) y el correlimos de Campbell, una especie sin describir, descubierta en el año 1997, o de la especie correlimos de Nueva Zelanda (Scolopacidae). Estas son especies que habían sobrevivido en las islas e islotes adyacentes y que comenzaron a colonizar de nuevo la isla Campbell después de la erradicación de las especies alóctonas.